# (596) Scheila
(596) Scheila es un asteroide perteneciente al cinturón de asteroides descubierto el 21 de febrero de 1906 por August Kopff desde el observatorio de Heidelberg-Königstuhl, Alemania.
Está nombrado en honor de una conocida del descubridor, estudiante de Heidelberg.